# 因纽维克陨击坑
因纽维克陨击坑（Inuvik）是火星北海区极冠附近的一座撞击坑，其中心坐标位于北纬78.59度、西经28.32处，名称取自加拿大西北地区城镇因纽维克，1988年被国际天文联合会批准接受。
该陨坑距北极永久极冠约50-60公里，西北靠近埃斯科里亚尔陨击坑，东北毗邻巨大的罗蒙诺索夫陨击坑。因努维克陨击坑直径20.5公里（12.7英里），最大深度（从坑底最深处到环形坑沿顶端）850米，陨坑周边高出地形280米，坑内容积122 公里3。与其他直径相似的火星陨坑相比，因努维克陨击坑形成后，约三分之一的体积已被冰、沙和其他沉积物填满。坑底部分地区所覆盖的沙丘，有时被风吹出长长的“尾迹”，沿坑壁斜坡向上延伸至很远的地方。每年秋天，因努维克坑底部都会被二氧化碳霜冻覆盖，并在来年夏季蒸发，环坑底边沿可看到露出的冰冻沉积物。陨坑区域温度一年内变化不同，冬季约为摄氏零下-140度，夏为天摄氏零下20度。